# Myrtle Gonzalez
Myrtle Gonzalez, o Myrtle Gonzales (Los Angeles, 28 settembre 1891 – Los Angeles, 22 ottobre 1918), è stata un'attrice statunitense.
Viene ricordata, insieme a Beatriz Michelena, come la prima star del cinema latino-americano hollywoodiano
È conosciuta soprattutto per il suo ruolo di Enid Maitland in  The Chalice of Courage, un lungometraggio prodotto nel 1915 dalla Vitagraph dove aveva come partner William Duncan. Uno scrittore la definì the Virgin White Lily of the Screen (il bianco giglio vergine dello schermo).
Fu una delle vittime dell'epidemia spagnola.

## Biografia
Figlia di un negoziante spagnolo, Manuel George Gonzalez, e di un'irlandese, Lillian L. Cook, ex cantante d'opera, Myrtle Gonzalez iniziò la sua carriera artistica come soprano, partecipando a concerti e cantando come corista di chiesa a Los Angeles. in seguito apparve sul palcoscenico recitando in compagnia con Fanny Davenport e Florence Stone.
Vivendo a Los Angeles, fu avvantaggiata poiché gran parte della produzione cinematografica si era spostata nella sua città; cominciò a lavorare per il cinema, per studi come la Vitagraph e l'Universal. Alla Vitagraph, girò cinque film avendo come partner William Desmond Taylor. 
Myrtle Gonzalez si sposò due volte, in entrambi i casi con un collega. La prima volta con l'attore J. Parks Jones, dal quale ebbe un figlio, James Parks Jones, Jr. (1911-1970); la seconda con Allen Watt, che aveva lavorato nel cinema come aiuto regista e sceneggiatore e avrebbe in seguito proseguito la sua carriera come attore e regista. All'epoca del matrimonio con la Gonzalez era capitano dell'Esercito. Dopo queste seconde nozze, celebrate nel dicembre 1917, l'attrice si ritirò dalle scene, seguendo il marito a Camp Lewis, nello stato di Washington. Sofferente di cuore, però, era troppo fragile per quel clima e Watt ottenne di poter rientrare con la moglie nella California del sud.
L'attrice morì l'anno seguente, a soli 27 anni, nella casa dei suoi genitori a Los Angeles, vittima della spagnola, la terribile pandemia che fece milioni di morti in tutto il mondo. Venne sepolta al Calvary Cemetery di Los Angeles.

## Filmografia
- The Yellow Streak, regia di William J. Bauman (1913)
- The Spell, regia di Rollin S. Sturgeon (1913)
- The Courage of the Commonplace, regia di Rollin S. Sturgeon (1913)
- Salvation Sal, regia di Robert Thornby (1913)
- Piuma di gallina (The White Feather), regia di William J. Bauman (1913)
- Thieves, regia di William J. Bauman (1913)
- Deception, regia di W.J. Bauman (William J. Bauman) (1913)
- Sacrifice, regia di Hardee Kirkland (1913)
- The Uprising of Ann, regia di Hardee Kirkland (1913)
- Any Port in a Storm, regia di William J. Bauman (1913)
- Her Husband's Friend, regia di Hardee Kirkland (1913)
- Francine, regia di Ulysses Davis (1914)
- Their Interest in Common, regia di Rollin S. Sturgeon (1913)
- The Masked Dancer, regia di Burton L. King (1914)
- Tainted Money, regia di Burton L. King (1914)
- The Winner Wins, regia di William J. Bauman (1914)
- Buffalo Jim, regia di Ulysses Davis (1914)
- The Yaqui's Revenge, regia di Henry MacRae (1914)
- The Ghosts, regia di William J. Bauman (1914)
- Millions for Defence, regia di Ulysses Davis (1914)
- The Little Sheriff, regia di George Stanley (come George C. Stanley) (1914)
- The Kiss, regia di Ulysses Davis (1914)
- Tony, the Greaser, regia di Rollin S. Sturgeon (1914)
- The Sea Gull, regia di Rollin S. Sturgeon (1914)
- Captain Alvarez, regia di Rollin S. Sturgeon (1914)
- The Power to Forgive, regia di George Stanley (1914)
- His Wife and His Work, regia di Ulysses Davis (1914)
- Ward's Claim, regia di Ulysses Davis (1914)
- Anne of the Mines, regia di Ulysses Davis (1914)
- The Choice, regia di Ulysses Davis (1914)
- Sisters, regia di Ulysses Davis (1914)
- The Sage-Brush Gal, regia di Rollin S. Sturgeon (1914)
- The Level, regia di Ulysses Davis (1914)
- Love Will Out, regia di Ulysses Davis (1914)
- The Legend of the Lone Tree, regia di Ulysses Davis (1915)
- The Game of Life, regia di Ulysses Davis (1915)
- The Chalice of Courage, regia di Rollin S. Sturgeon (1915)
- A Child of the North, regia di Rollin S. Sturgeon (1915)
- The Man from the Desert, regia di Ulysses Davis (1915)
- A Natural Man, regia di Ulysses Davis (1915)
- All on Account of Towser, regia di Ulysses Davis (1915)
- The Repentance of Dr. Blinn, regia di David Smith (1915)
- The Quarrel, regia di Ulysses Davis (1915)
- A Scandal in Hickville, regia di Ulysses Davis (1915)
- His Golden Grain, regia di Ulysses Davis (1915)
- Through Troubled Waters, regia di Ulysses Davis (1915)
- The Ebony Casket - cortometraggio (1915)
- Inside Facts, regia di Richard Stanton (1915)
- Does It End Right? (1915)
- Her Last Flirtation, regia di Ulysses Davis (1915)
- The Bride of the Nancy Lee, regia di Lynn F. Reynolds (1915)
- The Terrible Truth, regia di Lynn F. Reynolds (1915)
- Missy, regia di Lynn F. Reynolds (1916)
- Her Dream Man, regia di Lynn F. Reynolds (1916)
- The Wise Man and the Fool, regia di Lynn F. Reynolds (1916)
- Her Greatest Story, regia di Lynn F. Reynolds (1916)
- The Heart of Bonita, regia di Lynn F. Reynolds (1916)
- The Windward Anchor, regia di Lynn F. Reynolds (1916)
- Lonesomeness, regia di Lynn F. Reynolds (1916)
- The Secret Foe, regia di Lynn F. Reynolds (1916)
- Fool's Gold, regia di Richard Stanton (1916)
- Bill's Wife, regia di Lynn F. Reynolds (1916)
- The Brink, regia di Lynn F. Reynolds (1916)
- The Gambler, regia di Lynn F. Reynolds (1916)
- Miss Blossom, regia di Lynn F. Reynolds (1916)
- The Thief of the Desert, regia di Lynn F. Reynolds (1916)
- Her Great Part, regia di Lynn F. Reynolds (1916)
- Grouches and Smiles, regia di Lynn F. Reynolds (1916)
- It Happened in Honolulu, regia di Lynn Reynolds (1916)
- The Unexpected Scoop, regia di Richard Stanton (1916)
- The Secret of the Swamp, regia di Lynn Reynolds (1916)
- The Girl of Lost Lake, regia di Lynn Reynolds (1916)
- The Pinnacle, regia di Richard Stanton (1916)
- A Romance of Billy Goat Hill, regia di Lynn Reynolds (1916)
- The End of the Rainbow, regia di Jeanie Macpherson e Lynn Reynolds (1916)
- God's Crucible, regia di Lynn F. Reynolds  (1917)
- Mutiny, regia di Lynn F. Reynolds (1917)
- Southern Justice, regia di Lynn F. Reynolds (1917)
- The Greater Law, regia di Lynn F. Reynolds (1917)
- The Show Down, regia di Lynn Reynolds (1917)